# Aquilonastra chantalae
Espèce
Aquilonastra chantalae est une espèce de petite étoile de mer tropicale de la famille des Asterinidae, que l'on trouve exclusivement sur les récifs de corail de l'île Europa, dans l'Océan Indien. C'est une toute petite étoile aux couleurs variables, discrète et bien camouflée, qui vit sur la partie supérieure des barrières de corail, là où viennent se briser les grosses vagues du large.

## Description
C'est une petite étoile aplatie aux bras courts et arrondis, de coloration variable et chamarrée (avec généralement une base de beige et des motifs granuleux irréguliers dans des tons gris ou verdâtres). Sa silhouette aplatie lui permet de se protéger des vagues en se collant au substrat pour offrir une prise à l'eau minimale.

## Habitat et répartition
Cette espèce a été découverte sur l'île Europa (île déserte du nord du Canal du Mozambique, faisant partie des îles Éparses françaises), au niveau des brisants du récif de corail.

## Écologie et comportement
Cette espèce se reproduit par fissiparité, en plus de la reproduction sexuée traditionnelle.

## Systématique
Cette espèce a été décrite en 2013 par P. Mark O'Loughlin et Melanie Mackenzie, et nommée en l'honneur de Chantal Conand, spécialiste des échinodermes de l'indo-pacifique tropical.